# Seattle Great Wheel
La Seattle Great Wheel è una ruota panoramica al Pier 57 sulla baia di Elliott a Seattle. 

## Descrizione

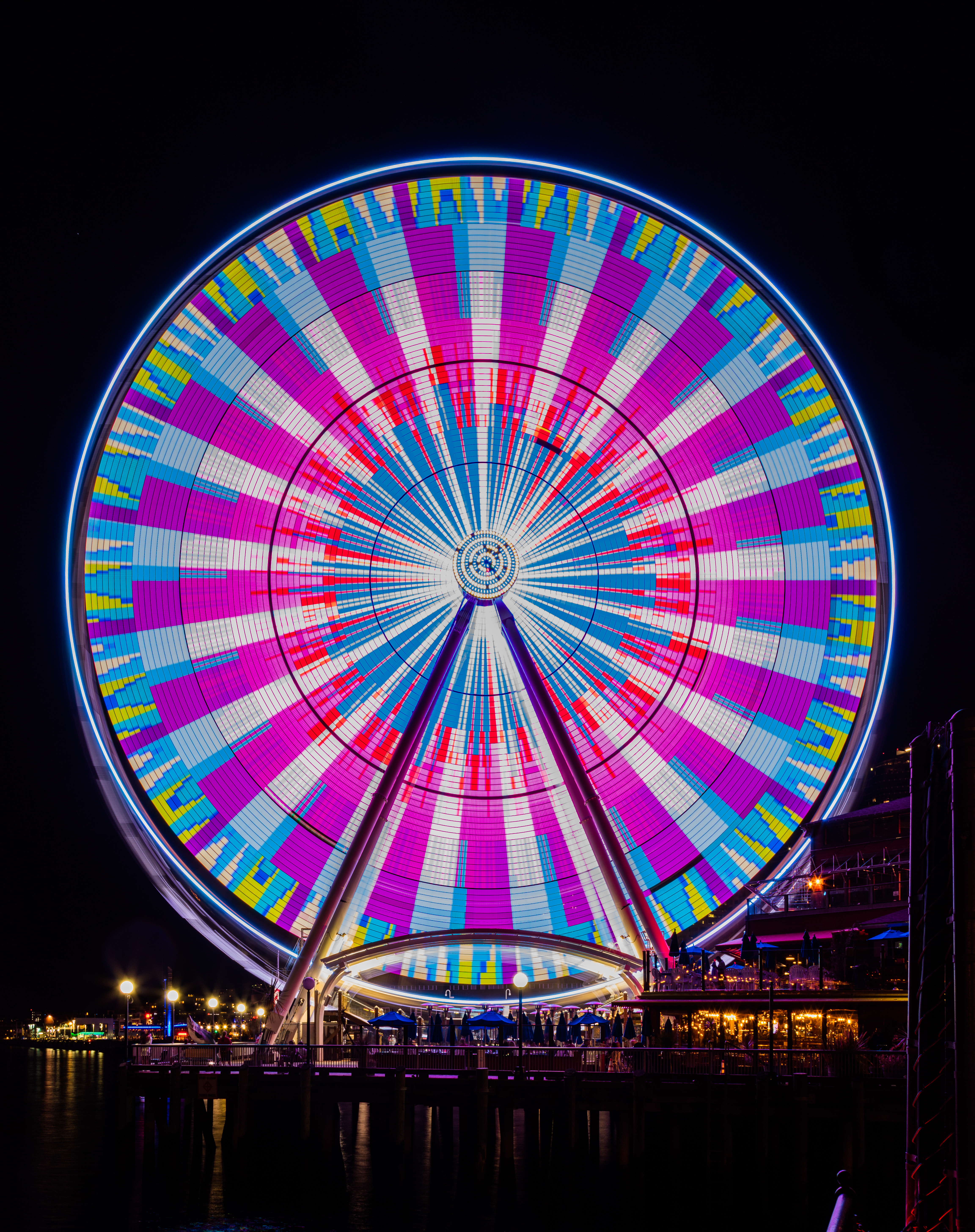
La ruota panoramica illuminata di notte

La costruzione è iniziata il 17 aprile 2012 ed è costata costata circa 20 milioni di dollari.
Con un'altezza di 53,3 m, quando è stata inaugurata era la ruota panoramica più alta della costa occidentale degli Stati Uniti.
La cerimonia d'inaugurazione e l'apertura al pubblico si sono svolte il 29 giugno 2012 con la presenza del sindaco di Seattle Michael McGinn.
La struttura ha 42 gondole climatizzate, ognuna in grado di trasportare fino a otto passeggeri, per una capacità massima di 332 persone.